# WCPT-FM
Koordinaten: 39° 57′ 48,2″ N, 83° 0′ 16,6″ W
WCPT-FM überträgt das Progressive Talkradio von WCPT für Chicago auf UKW. Das Programm ist identisch mit dem auf Mittelwelle ausgestrahlten.
Der UKW-Sender versorgt die westlichen Vororte Chicagos und den Nordwesten Illinois.